# نصف راه (تبریز)
نصف‌راه (میدان جهاد) از مهم‌ترین و تاریخی‌ترین تقاطع‌های درون‌شهری تبریز است. در سال ۱۳۸۱ خورشیدی، پل روگذر و زیرگذر ستارخان در این محل احداث گردید. نصف‌راه در گذشته جاده‌ای را که تبریز را به ایستگاه راه‌آهن این شهر متصل می‌نمود، نصف می‌کرد و از همین‌روی به این نام خوانده شده‌است.
هم‌زمان با تأسیس نخستین خط از قطارشهری تبریز از قونقاباشی تا واغزال (ایستگاه راه‌آهن)، رانندگان آن از قونقاباشی تا نصف‌راه یک کرایه و از نصف‌راه تا واغزال کرایه‌ای دیگر می‌گرفتند. در این زمان، نصف‌راه محل پیاده‌نمودن بخشی از مسافران و دریافت کرایه‌های آن‌ها بود. به همین دلیل، این مکان بعدها به «نصف‌راه» (میانهٔ راه) معروف شد.
امروزه نصف‌راه از سمت شمال و از طریق بزرگراه آذربایجان به بزرگراه پاسداران، ترمینال شمال‌غرب، فرودگاه بین‌المللی و محله‌های آخونی، جمشیدآباد، حکم‌آباد، قره‌آغاج و لاک‌دیزج و از سمت جنوب و از طریق بزرگراه آزادی به محله‌های جنوبی شهر مرتبط می‌شود. هم‌چنین خیابان ۲۲ بهمن (راه‌آهن) که از این میدان می‌گذرد، مرکزشهر را به بزرگراه‌های کارگر (ماشین‌سازی) و ملت (تراکتورسازی) و محلهٔ آخماقیه، پالایشگاه و دیزل‌آباد متصل می‌کند.
محل‌های عمده در این میدان شامل:
مرکز خرید ستاره باران، کوه نور،پاساژ رویال، بیمارستان الغدیر، بانک ملت، پاساژ اشکان شامل، سازمان انتقال خون و اداره بهداشت می‌باشد.